# Dummy Nicc
Dummy Nicc је други соло албум репера Ничкета 3000. Објављен је 2020. године под окриљем издавачке куће „Ките и јаја”. Албум је продуцирао његов колега из Клике Ђомла.

## Опште информације
Ничке 3000 је изјавио да је албум намерно планирао за Међудржавни дан жена како би обрадовао све жене које га слушају.

## Списак песама
| №   | Назив                                                         | Трајање |  |
| 1.  | Сурф бог интро                                                | 2:19    |  |
| 2.  | Нема на чему                                                  | 1:53    |  |
| 3.  | Thicc Daddy (feat. Главата Мајмунчина, Војко В)               | 2:36    |  |
| 4.  | Нови Ванземаљац (feat. Нови Ванземаљац)                       | 1:58    |  |
| 5.  | Звер                                                          | 1:23    |  |
| 6.  | Kamagra Papy (feat. Микса Админ)                              | 2:53    |  |
| 7.  | Negrmibasnesto.wav                                            | 2:30    |  |
| 8.  | Кико                                                          | 2:06    |  |
| 9.  | Ниџо, јеби се                                                 | 0:53    |  |
| 10. | Клуби 27                                                      | 2:37    |  |
| 11. | Болест прича (Бонус прича) (feat. Елон, Рођени, Герум, Ђомла) | 4:02    |  |